# 손수민
손수민(孫秀旼, 1991년 10월 15일~)은 대한민국의 여자 쇼트트랙 선수이다.
세화여자고등학교 재학 중 대한민국 청소년 국가대표로 뽑혀 노아름, 이은별과 함께 이탈리아 볼차노에서 열린 2008 세계 청소년 쇼트트랙 선수권 대회에 출전하여 2000 미터 계주 금메달, 1000 미터 동메달, 개인종합 5위에 입상하였다. 캐나다에서 열린 2009년 세계 청소년 쇼트트랙 선수권 대회에도 3000 미터 계주 멤버로 참가하였지만 입상하지는 못하였다.
2010년 경희대학교에 진학했으며, 2011년 대한민국 국가대표 예비 선수로 선발되어 터키 에르주룸에서 열린 동계 유니버시아드 대회에 참가하였지만 경기를 뛰지는 못하였다.